# Plusiinae
Plusiinae vormen een onderfamilie van de familie van de uilen (Noctuidae).
Imagines van veel soorten uit deze onderfamilie hebben een metaalkleurige of opvallend witte tekening op de voorvleugels en een uitstekend kapje bij de kop.

## Geslachten
(Indicatie van aantallen soorten per geslacht tussen haakjes)
- Abrostola Ochsenheimer, 1816 (36)
- Agrapha  (34)
- Allagrapha  (1)
- Anadevidia  (2)
- Anagrapha  (1)
- Anaplusia  (1)
- Antoculeora  (4)
- Argyrogramma  (7)
- Autographa Hübner, 1821 (44)
- Autoplusia  (8)
- Ctenoplusia  (61)
- Chrysanympha  (1)
- Chrysodeixis Hübner, 1821 (22)
- Dactyloplusia  (2)
- Diachrysia Hübner, 1821 (12)
- Eosphoropteryx  (1)
- Erythroplusia  (2)
- Euchalcia  (36)
- Eutheiaplusia  (1)
- Extremoplusia  (1)
- Exyra  (4)
- Lamprotes Reichenbach, 1817 (3)
- Loboplusia  (1)
- Lophoplusia  (4)
- Macdunnoughia Kostrowicki, 1961 (5)
- Mouralia  (1)
- Panchrysia  (8)
- Plusia Ochsenheimer, 1816 (44)
- Plusidia  (2)
- Plusiopalpa  (6)
- Plusiotricha  (4)
- Polychrysia Hübner, 1821 (8)
- Pseudeva  (2)

- Rachiplusia  (3)
- Sclerogenia  (1)
- Scriptoplusia  (2)
- Shensiplusia  (1)
- Stigmoplusia  (7)
- Syngrapha Hübner, 1821 (34)
- Vittaplusia  (2)
- Yerongponga  (1)
- Zonoplusia  (1)